# Henry (unità di misura)
L'henry (simbolo H) è l'unità di misura dell'induttanza elettrica nel Sistema Internazionale, inoltre è utilizzato per misurare la permeanza.
L'henry prende il nome dal fisico statunitense Joseph Henry.
Dimensionalmente si ha:
{\displaystyle \mathrm {H={\frac {V\cdot s}{A}}=\Omega \cdot {\mbox{s}}={\frac {Wb}{A}}={\frac {m^{2}\cdot kg}{s^{2}\cdot A^{2}}}={\frac {N\cdot m}{A^{2}}}={\frac {J}{A^{2}}}={\frac {W\cdot s}{A^{2}}}} }
In un induttore di 1 henry, una variazione di corrente di 1 ampere al secondo genera una forza elettromotrice di 1 volt.
Il suo inverso misura la dissuadenza (o inertanza) e la riluttanza.